# Шогринское
Шогринское — село Артёмовского муниципального округа Свердловской области России.

## Географическое положение
Село расположено в 12 километрах на северо-восток от города Артёмовского (по автомобильной дороге в 13 километрах), на левом берегу реки Шогрыш (правого притока реки Бобровки, бассейна реки Ирбит), в устье левого притока реки Нелы. В окрестностях находятся торфяники. Название Шогрыш произошло от финно-угорского слова «согра» — болота. Гнилостные испарения, поднимающиеся из этих болот и отсутствие здоровой проточной воды делает эту местность неблагоприятной в климатическом отношении. Почва местами глинистая, местами состоит из неглубокого чернозёма.

## История
Название Шогрыш впервые встречается в 1662 году в росписи крестьянских потерь от набега башкир. Перечислены потери шести семей. Маловероятно, что при разгроме деревни хотя бы одна семья смогла избежать потерь. Очевидно, что названы все, кто в это время имел в деревне на Шогрыше дворы и хозяйства. В это время деревня, видимо, была ещё заимкой. В 1668 году существовала уже как постоянное поселение Шогрынская деревня. Этот год считается годом основания. Первые поселенцы — крестьяне Невьянской слободы. По переписи 1680 года в деревне учтено 26 дворов. В XIX веке Шогриш — волостное село Ирбитского уезда. Основное занятие крестьян: хлебопашество, извоз, заготовка дров и древесного угля для заводов, отходничество на Егоршинских угольных копях
С 1924 года село в составе Егоршинского района как центр сельского совета. В 1926 году было 505 хозяйств, 2363 жителя.
В настоящее время в селе имеется школа, почта, клуб, библиотека. подразделение цеха животноводства агрофирмы «Артёмовский», которое занимается разведением овец романовской породы.

## Храм во имя Святителя Николая Чудотворца
До постройки каменного храма в Шогрыше была деревянная церковь, которая существовала до 20-х годов XIX столетия, когда был освящён один из приделов нового храма. На месте престола старой церкви, находящейся в церковной ограде, был устроен каменный памятник с крестом наверху
В 1804 году был заложен трёхпрестольный каменный храм и в 1830 году был построен на средства прихожан. Основной алтарь был освящён во имя Святителя Николая Чудотворца, боковые приделы: правый в честь Казанской иконы Пресвятой Богородицы и левый в честь Святых Флора и Лавра. В 1871—1878 годах колокольня и храм были перестроены, а в 1887—1888 годах к колокольне была приделана паперть. В состав Свято-Никольского прихода входили деревни Налимова, Хайдук и Сарафанова. В Налимовой и Сарафановой и в самом селе были построены деревянные часовни. Из предметов церковной утвари при храме находились оловянная дарохранительница и Евангелие, изданное в царствование императрицы Елизаветы Петровны
18 августа 1936 года храм закрыли. Многие иконы были сожжены, имущество вывезено и разворовано, колокола сброшены. В советское время были разобраны боковые приделы. Здание храма служило клубом, складом, гаражом. Часовни в Шогринском и деревне Налимовой также разрушили.
В 1992 году храм во имя Святителя Николая был возвращён Екатеринбургской епархии в полуразрушенном состоянии. Ведётся его восстановление. Ныне богослужения проходят в приспособленном молитвенном доме. На фасадах частично сохранился богатый декор, но внутри храма росписи утеряны.

## Известные жители
В селе родилась и в 1830 году была крещена Анна Степановна Пономарёва-Попова, мать А. С. Попова, изобретателя в области радиосвязи.

## Население
| 2002 | 2010 | 2021 |
| ---- | ---- | ---- |
| 691  | ↗738 | ↘566 |

## Улицы
В селе имеются улицы: 8 Марта улица, Октябрьский переулок, Первомайский переулок, Производственный переулок, Свободы улица, Советская улица, Южный переулок.